# Kineshema
Huyện Kineshema (tiếng Nga: ? райо́н) là một huyện hành chính tự quản (raion), của Tỉnh Ivanovo, Nga. Huyện có diện tích 48 km², dân số thời điểm ngày 1 tháng 1 năm 2000 là 99100 người. Trung tâm của huyện đóng ở Kineshema.